# Municipio de Everest
El municipio de Everest (en inglés: Everest Township) es un municipio ubicado en el condado de Cass en el estado estadounidense de Dakota del Norte. En el año 2010 tenía una población de 88 habitantes y una densidad poblacional de 0,97 personas por km².

## Geografía
El municipio de Everest se encuentra ubicado en las coordenadas 46°50′49″N 97°14′29″O / 46.84694, -97.24139. Según la Oficina del Censo de los Estados Unidos, el municipio tiene una superficie total de 90.98 km², de la cual 90,98 km² corresponden a tierra firme y (0 %) 0 km² es agua.

## Demografía
Según el censo de 2010, había 88 personas residiendo en el municipio de Everest. La densidad de población era de 0,97 hab./km². De los 88 habitantes, el municipio de Everest estaba compuesto por el 92,05 % blancos, el 3,41 % eran amerindios y el 4,55 % eran de una mezcla de razas. Del total de la población el 1,14 % eran hispanos o latinos de cualquier raza.